# Râul Jieț, Dunăre
Râul Jieț este un curs de apă, afluent al Dunării.